# Rio Taquari (vattendrag i Brasilien, São Paulo, lat -23,27, long -49,20)
Rio Taquari är ett vattendrag i Brasilien.   Det ligger i delstaten São Paulo, i den södra delen av landet, 800 km söder om huvudstaden Brasília.
Omgivningen kring Rio Taquari består huvudsakligen av våtmarker. Området är  glesbefolkat, med 20 invånare per kvadratkilometer.